# تشونغ تشي كين
تشونغ تشي كين (بالإنجليزية: Chong Chee Kin)‏ هو صحفي سنغافوري، ولد في 1973، وتوفي في 1 نوفمبر 2012.